# Halenia foliosa
Halenia foliosa är en gentianaväxtart som beskrevs av Ernest Friedrich Gilg. Halenia foliosa ingår i släktet Halenia och familjen gentianaväxter. Inga underarter finns listade i Catalogue of Life.